# 芸能界!危ない家に住んでいるのは誰だ
芸能界!危ない家に住んでいるのは誰だ（げいのうかい!あぶないいえにすんでいるのはだれだ）は、フジテレビ系で2005年5月24日、2006年1月24日、2006年12月19日、2008年1月15日に放送されたカスペ!枠のバラエティ番組。

## 概要
- 石田純一の家の危険度をチェック

## 司会
- 堺正章
- 石田純一
- 中野美奈子（フジテレビアナウンサー）

## ゲスト
- 赤木春恵
- アグネス・チャン
- アドゴニー
- カイヤ
- 島田洋七
- デヴィ・スカルノ
- フットボールアワー
- ペナルティ
- ホリ
- 松本伊代
- 小川直也
- 假屋崎省吾
- 陣内智則
- 八代亜紀
- 渡辺正行
- KABA.ちゃん
- 増田惠子

## スタッフ
- 企画 : 熊谷剛（フジテレビ）
- 構成 : 森一盛、松本えり子
- リサーチ : 山口真知子
- 美術 : 柴田慎一郎
- セットデザイン : きくちまさと
- 美術進行 : 佐々木伸夫
- 大道具 : 吉野宏昭
- アクリル装飾 : 石橋誉礼
- 電飾 : 久光義紀
- 生花装飾 : 荒川直史
- メイク : 金山真理
- TM : 深谷高史
- SW : 岩田一巳
- カメラ : 宮崎健司
- VE : 高木稔
- 音声 : 本間祥吾
- PA : 斎藤珠津穂
- 照明 : 小林敦洋（フジテレビ）
- VTR編集 : 朝日豊（麻布プラザ）
- MA : 青木伸次（麻布プラザ）
- 音効 : 吉田比呂樹（M-TANK）
- TK : 山田香織
- 広報 : 名須川京子（フジテレビ）
- AD : 千葉龍、二瓶剛
- AP : 高橋万里
- ディレクター : 杉山聡、田島与真、合六幸恵、中澤俊幸
- 演出 : 加賀谷健吾
- プロデューサー : 渡辺宏、荻原伸之
- 撮影協力 : 小林防火服、佐野消防署、ヤマトプロテック、千代田常盤商工
- 技術協力 : ニユーテレス
- 制作 : フジテレビ、ZiPPY